# 傑夫·沃爾
傑夫·沃爾（英語：Jeff Wall、1946年9月29日—）是一位加拿大攝影師。他是一位以大型背光Cibachrome照片和藝術史寫作而聞名的藝術家。
在他職業生涯的早期，幫助定義了溫哥華學派，並發表了關於同事溫哥華同胞羅德尼·格雷厄姆（Rodney Graham）、肯·拉姆（Ken Lum）和伊恩·華萊士（Ian Wallace）的論文。他的攝影作品經常以溫哥華的自然美景、城市衰敗及後現代和工業的平淡相結合作為背景。

## 外部連結
- Jeff Wall at Tate （页面存档备份，存于）
- Time article mentioning Jeff Wall
- "Jeff Wall" in Photography in Canada, 1839-1989: An Illustrated History （页面存档备份，存于） by Sarah Parsons and Sarah Bassnett, published by the Art Canada Institute
- Pictures Like Poems. An interview with Jeff Wall （页面存档备份，存于） Video by Louisiana Channel